# نواف المفرج
نواف المفرج (مواليد 26 أبريل 2001) ، لاعب  كرة قدم سعودي يلعب كظهير أيسر.

## مسيرة اللاعب
لعب في نادي الهلال و نادي جدة و النادي العربي و نادي الصفا و خاض تجربة إحترافية مع نادي ليغانيس ب الإسباني.